# 毛狩り隊
毛狩り隊（けがりたい）は、漫画『ボボボーボ・ボーボボ』に登場する架空の組織。マルハーゲ帝国の皇帝が自らの力を示すプロパガンダの為に、人類を丸坊主（「毛狩り」と呼ばれる）にするべく結成した帝国直属の特殊部隊である。

## 毛狩り隊
帝国直属の特殊部隊。4世世代の毛狩り隊は、ツル・ツルリーナ4世が毛の王国に対抗するため数十年前に結成した組織である（後にビビビービ・ビービビが「毛狩り」を再開したと明かされる）。第1話の組織図によれば、「マルハーゲ四天王」の下に「毛狩り隊総合本部」と「暗殺部隊」があり、「毛狩り隊総合本部」の下に「毛狩り隊A～Gブロック」と「大岩さん」（未登場）が属している。さらに、「毛狩り隊A～Gブロック」の下に「営業部」「宣伝部」「毛狩り隊H～Zブロック」があり、「宣伝部」の下に「広報部」が存在する。
このことから、Aブロック基地からGブロック基地はHブロック以下の基地よりも1段上の存在とされており、Gブロック基地が壊滅した際はBブロック基地隊長がショックを受けていた。ただし、毛狩り隊の基地はAブロックが最も強いとされ、Zブロックが最も弱いとされているが、Zブロックの隊員によると、実際に最も強いのはZブロックであり、隊員一人の実力は初登場時の天の助と同等であるという。この話が本当ならば最弱はYブロック基地となる。また、ハジケブロックなどアルファベット以外の特別なブロックも存在する。
当初は全員毛を剃って坊主にならなければならず、髪型が自由になるのは四天王以上という設定だったが、いつの間にかなくなった。なお、隊員の募集は試験体制を取っており、求人広告にはボーボボを倒すと1年の休暇が与えられるという謳い文句で毛狩り隊の求人が掲載されていた。また、作中で判明している試験内容は面接のみであり、筆記試験があるかは不明。

### 毛狩り隊総合本部
テル
声 - 小野坂昌也
毛狩り隊最高指揮官。本名は「つとむ」。司令室は実家の自分の部屋。
第2話（アニメ版では第1話）にてA～Fブロックの隊長達を招集し、ボーボボに対しての作戦会議を行った。
最高指揮官の肩書きに偽り無く結構強いらしいが、母ちゃんの方が100倍強く、母ちゃんに暴言を吐いた途端、反撃に遭い為す術なく撃沈した。その後は登場していない。

### A～Gブロック
Aブロック
最高位のブロックだが、最初はあった基地がいつの間にかなくなっており、ボーボボが作った「メルヘンチック遊園地」を新たなAブロック基地とした。
ところ天の助（ところ てんのすけ）
毛狩り隊Aブロック基地隊長。プルプル真拳の使い手。
20年前はDブロック隊員（見習い）。10年前にはツル・ツルリーナ4世の元でハイドレート追放の手伝いをした。その後解雇されるも、真拳使いとしてスカウトされAブロック隊長となる。
Aブロック基地「男子トイレ」にてトモヒロを捕らえ、ボーボボを待ち受けていた。

カツ
声 - 植村喜八郎（アニメ）・緑川光（PS2版ゲーム）
Aブロック副隊長。Aブロック基地「お化け屋敷」の守護神。
相手の攻撃を吸収する「吸引疽」を使い、吸収した分のエネルギーをまとめて放出する能力の持ち主。
お化け屋敷での戦いでヘッポコ丸を苦しめるも、初めて首輪の封印の解けたヘッポコ丸のオナラ真拳裏奥義「師走」で許容量を超えたオナラを撃ち込まれて敗れる。
後にマルハーゲ帝国次期皇帝決定戦に闇夜叉の部下として再登場。ボーボボはおろか元上司である天の助にまで忘れられており（ただし、フリである）、天の助を始末にかかるが、天の助のプルプル真拳奥義「超ところ弾」で瞬殺された。
完・乱謝（カン・ランシャ）
声 - 三浦祥朗
Aブロック基地「観覧車」の守護神。
観覧車内での戦い（回っている最中は二周にわたり、ただ談笑しているようだったが観覧車が止まってドアが開くと死闘になっていた）で最終的にはボーボボの鼻毛真拳奥義「観覧ご希望の方はおハガキで」で敗れる。
アニメではRPG風にメッセージウインドウで進められ、観覧車のゴンドラをエネルギー球にして攻撃を繰り出す。
ハゲチャッ・テルノ
Aブロック基地「ジェットコースター」の守護神。
ボーボボに瞬殺され、首領パッチとの「亀ラップ」が繰り広げられた。その後ボーボボ達は転落し負った大怪我を「激しい戦いだった」とビュティに嘘を言った。
ウキッキ
声 - 田中一成
Aブロック基地「おさるのトレイン」の守護神。ボーボボの鼻毛真拳奥義「亀村水没」によって秒殺される。
アニメでは猿を思わせる動きから攻撃を繰り出す。
6（ロク）
声 - 岸尾大輔
Aブロック基地「コーヒーカップ」の守護神。かつての名は、U（ユウ）。
必殺技は体当たりの「6アタック」。梅宮辰夫とは遠い親戚らしい。釣り好き。
Uの頃は、パチ美（首領パッチ）とは恋仲で、人の弁当を勝手に食べていた。Sになるのが夢だったが、ある年の1月13日に6となる。
彼もまたボーボボによって無理やり3＋3＝8と無理矢理のこじつけの計算の鼻毛真拳奥義により瞬殺（sinやlogや微分積分が一緒になることは通常ありえないため）。
新皇帝決定戦に参加するが、ボーボボの圧倒的な実力の前に恐れをなしていた。
サカナ兵
その名の通り魚姿だが、銃を持っている。銃は撃つと戦隊キャラみたいなのが上半身だけ出現するという、おもちゃの銃のような銃である。
アスレチックにてへっぽこ丸と闘い倒された。
Bブロック
ツルン
声 - 濱野雅嗣
毛狩り隊Bブロック基地隊長。理由は不明だが額に傷のある男。
第2話の会議で初登場して以降出番がないまま、Bブロック基地をスズに壊滅させられている。
Cブロック
Cブロック基地は「アイツ・ハゲ・タワー」と呼ばれる塔。
疾風のゲハ（しっぷうのゲハ）
声 - 高塚正也
毛狩り隊Cブロック基地隊長。アイツ・ハゲ・タワー最上階「疾風の間」の番人。
必殺技は敵を切り刻む「真空波斬（かまいたち）」（アニメでは「真空カマイタチ」）と巨大な竜巻「豪風龍巻斬」。
ボーボボ達との戦闘中に現れたヘッポコ丸のオナラ真拳で倒された。その後、乱入してきた壁男に取り込まれ、能力を吸収された。ナレーションによると後に自伝を記している。
作者によると、旧毛狩り隊の風神のジェダの子孫らしい。
ソフトン
声 - 緑川光
Cブロック隊員。バビロン真拳を使う。アイツ・ハゲ・タワー4階「漆黒の間」の番人。
実力者だが、顔がソフトクリームのようなウンコのような形をしている。
頭の色は原作では茶色だが、アニメではピンク。

ウサギのうさちゃん
声 - 斎藤千和
Cブロック隊員。ぬいぐるみ。アイツ・ハゲ・タワー3階「激流の間」の番人。
口が悪く、暴言を吐いていたが、キレたビュティに倒された。
2階の番人ていうか店長
Cブロック隊員。アイツ・ハゲ・タワー2階のレンタルビデオ店店長。
ケセラン・パセランの死に、怒ったりしていたが、ボーボボの鼻毛真拳「マヨネーズ戦争を終結させた男 その名も…ケ・チャップ夫人」に倒される。
テスイカツ
声 - 乃村健次
Cブロック隊員。アイツ・ハゲ・タワー1階「灼熱の間」番人。
ボーボボに救急車ではね飛ばされ、鼻毛真拳奥義「マヨネーズ戦争勃発」を喰らい、最後にはエレベーター内に投げた首領パッチの手榴弾に巻き込まれ敗れる。
名前の由来は、使い捨ての逆さに読んだもの。
ゲチャッピ
声 - 高橋広樹（アニメ）・保志総一朗（PS2版ゲーム）
Cブロック隊員。当てた相手の毛を数時間以内に全て抜き取る毛抜きビームが必殺技。
ビュティと首領パッチに毛抜きビームを喰らわせた後、ボーボボたちにCブロック基地の存在を教えて立ち去った。
しかし、Cブロック基地行きの電車に乗っていた所をビュティと首領パッチに見つかり、首領パッチのドンパッチハンマーで倒された。
アニメでは肌の色がピンクで、ドンパッチハンマーを持った首領パッチと互角に戦うも、ボーボボのラーメン（ソーメン）真拳奥義「紅茶のおいしいラーメン屋」で倒された。
Dブロック
キテマス
声 - 太田真一郎
毛狩り隊Dブロック隊長。ウサギの着ぐるみを着用している。第2話での会議以降、出番は無し。
『ボボボーボ・ボーボボ 奥義87.5 (ハナゲー) 爆烈鼻毛真拳』によれば、コスプレ真拳の使い手。
ユッキー村雨（ユッキー むらさめ）
20年前のDブロック隊長。毛の王国のスキー場でボーボボたちと戦った。
サムガーリン
20年前のDブロック副隊長。ユッキー村雨共々破天荒に倒された。
ところ天の助
20年前のDブロック隊員（見習い）。

Eブロック
覆面（Eブロック隊長）
毛狩り隊Eブロック基地隊長。額の部分に「E」と書かれた覆面を被っている。
Fブロック
覆面（Fブロック隊長）
毛狩り隊Fブロック基地隊長。
Eブロック隊長同様、覆面。額の部分に「えふ」と平仮名で書かれている。
『ボボボーボ・ボーボボ 奥義87.5 (ハナゲー) 爆烈鼻毛真拳』では素顔で登場しており、キラリンと名付けられている。
Gブロック
ハーゲン
声 - 黒田崇矢
毛狩り隊Gブロック隊長。つり目のハゲ。
第1話でボーボボのワキ毛真拳に敗れる。
ゲームやアニメでは、『赤マルジャンプ』での読みきり版に登場したホモデスのようなオカマキャラになっている。
ピカリ
声 - 服巻浩司（アニメ）・緑川光（PS2版ゲーム）
毛狩り隊Gブロック副隊長。
第1話でボーボボの鼻毛真拳奥義「鼻毛激烈拳」に敗れる。入隊試験に3浪したらしい。

### H～Zブロック
4世世代のH～Yブロックの隊長は時給800円のアルバイトである。なお、ボーボボはGブロック基地襲撃前に下記以外の3つのブロックを潰している。
Hブロック
Hブロックの隊員達はオシャレに気を遣っているので、マイテルを含め隊員は全員カツラの着用が許されている。
マイテル
声 - 三宅健太
毛狩り隊Hブロック隊長。本名福田孝紀（ふくだ たかのり）。メドゥーサの子孫であり、相手を石に変える能力を持つ。
この力により首領パッチは石にされてしまったが、ボーボボはニンジンやキャベツになった。最後はコンパ会場の居酒屋でボーボボに敗れる。
タラシ
声 - 小西克幸
毛狩り隊Hブロック副隊長。女好きで、若い女の髪を狩るのが大好きだが、マイテル曰くは悪い癖。
ビュティを攫い毛を狩ろうとしたが、助けに入ったヘッポコ丸に敗れる。
ボーボボ本によると、鼻が取り外し出来るらしい。
Jブロック
5年前、破天荒によって壊滅した。その際、隊長らしき人物により破天荒は裏切り者呼ばわりされている。
Lブロック
パピットマン
声 - 川田紳司
毛狩り隊Lブロック基地隊員。レゴの人形のような姿をしている。
オナラ真拳を使えないヘッポコ丸を肉弾戦で圧倒するが、ボーボボのティッシュ真拳に敗れる。
Mブロック
ひさし君
声 - 田中大文
毛狩り隊Mブロック隊長。かなり適当に描かれた茄子のような顔が特徴。とぼけた顔とは裏腹にかなり口が悪い。
そっくりな顔のキャラがいるが、そちらは「さしひ君」と呼ばれている。
山中でボーボボを襲うが、破天荒の「LOCK」で倒される。草ボブスレーで、北京五輪に出る気らしい。
Rブロック（通称川ブロック）
コデブン
声 - 川田紳司
毛狩り隊Rブロック（通称川ブロック）基地隊長。
読心術の使い手で、その能力により一度はボーボボの技をかわしたが、最終的には突如現れたKING鼻毛に翻弄された末敗れる。桃から生まれたと信じて疑わない。
ゲーム『9極戦士ギャグ融合』では読心術は使えないキャラになっている。
Sブロック（通称空ブロック）
空ニャン（くうニャン）
声 - 坂口候一
毛狩り隊Sブロック（通称空ブロック）基地隊員。パラシュート真拳の使い手。
新皇帝決定戦の出場権を得る為ボーボボ達を襲撃するが、返り討ちに合う。
Zブロック
Aブロックを超える最強のブロックで、隊員一人の実力は初登場時のAブロック基地隊長の天の助と同等とされる。
田楽マン
声 - 金田朋子
毛狩り隊Zブロック基地隊長。

キバハゲ
声 - 竹本英史
毛狩り隊Zブロック基地副隊長。
5年前にボーボボに食われたらしく、Zブロック基地での戦いの際に、ボーボボの体内から出現する。
ボーボボと意味不明なゲームで対戦するも、相打ちとなり最終的に敗北。
ヒビ
声 - 西野陽子
毛狩り隊Zブロック基地女性隊員。
Zブロック基地壊滅後失踪中である。田楽マンをかわいいといっていたが観客と混ざって「帰れ」と叫んだ。ウンコ（ソフトン）とサービスマンを嫌う。
シルエット
声 - 藤本たかひろ
毛狩り隊Zブロック基地隊員。
Zブロック基地壊滅後失踪中である。田楽マンをかわいいといっていたが観客と混ざって「帰れ」と叫んだ。観客内では筋肉質だった。
誕生日は12月9日。O型。
ラジオマン
声 - 三浦祥朗
毛狩り隊Zブロック基地隊員。
名前はラジオだが、TVの姿をしている。敵を画面に引きずり込む能力を持ち、一度その中に引きずり込まれたら永久に出られない。
ボーボボと首領パッチと破天荒を自らの体内に引きずり込むが、体内でボーボボに巨大な竜に変身された事で破壊される。
ショウ・メイ
声 - 谷山紀章
毛狩り隊Zブロック基地隊員にしてラジオマンの核。
体に付けている照明で相手を懺悔させる「ゴッドフラッシュ」（アニメでは「懺悔フラッシュ」）を使う。ラジオマンの体内でボーボボ達と対峙する。
ボボボーボ・ボーボボWT（ダブルツイン）マークIIセカンドの鼻毛真拳裁き奥義「バーニングハンドヘルファイア」に敗れる。上半身に大きく、「光」と書いてある。
テレビ戦隊
声 - 笹田貴之

ポン太郎
声 - 岸尾大輔
毛狩り隊Zブロック基地隊員。『クイズ毛狩りでポン☆』の司会者。
毛狩り隊Zブロック基地隊員全員
ボーボボたちの戦いを観ていた観客全員。その正体は一流シェフ（紛れて二流シェフも）。
ビュティ達に襲い掛かるもあまりの数の多さに押し競饅頭状態となってしまい、その後は観客席に戻り田楽マンに帰れコールをした。
ロボブロック
アルファベットでは無い理由は不明。川ブロックなどと異なり、後に正式なブロック名称も明かされなかった。アニメではZブロックの一部。
ロボ1号
声 - 遠近孝一
ロボブロック基地隊員。またの名をロスカル。動力源はネズミ（声 - 西脇保）。必殺技は「ロボサーブ」。海で首領パッチをナンパした。
ロボ2号
声 - 太田真一郎
ロボブロック基地隊員。動力源はネズミ。
ロボ3号
ロボブロック基地隊員。
ロボ4号
声 - 藤本たかひろ
ロボブロック基地隊員。

### ハジケブロック
緊急時にしか開放しない基地。数多のハジケリスト達が集う。
ライス
声 - 結城比呂（アニメ）・笹田貴之（脱出!!ハジケ・ロワイヤル）
毛狩り隊に雇われたハジケリストで米真拳（こめしんけん）の使い手。劇中でも数少ない人間の美男子。
ハジケリストの頂点である「キング・オブ・ハジケリスト」の称号を持つが、この称号は首領パッチが蹴ったことで受け継いだので誰からもキング・オブ・ハジケリストと認めてもらえなかった。そこで首領パッチを倒して自分が真のキング・オブ・ハジケリストであることを世間に知らしめようとする。そのため毛狩り隊ハジケブロック基地でボーボボ達を待ち構えていた。
首領パッチを「首領パッチ先輩」と呼ぶ（首領パッチとは面識がなかったが）。米真拳を使う時はまともだが、ハジケリストとしてハジける時は女子用のスクール水着を着て女性用下着を頭に被る（本人曰くパジャマ。アニメではバレリーナの衣装を着てシャンプーハットを被っていた）ほどの変態である（その変態っぷりは、ボーボボをして「世界三大変質者の1人」と言わしめるほど。ただしアニメでは彼が原作で行った下ネタは全てカットされている）。米真拳でビュティ達を捕え、更に首領パッチも倒すが、ボーボボに敗れる。その後、ボーボボにキング・オブ・ハジケリストの称号を譲るが、直後、毛狩り隊に雇われた時に付けられた「殺印」に蝕まれ、N&Nsに運び出された。しかしスペースシップ（ソリ）に乗せた直後N&Nsの顔になるという結果となった。
その後、3世世代編でのW3狩リアでボーボボの呼びかけに応じて再登場。改心していたようでボーボボ・首領パッチとは禍根もなく共闘し、ハジケリスト協力奥義「ハジケ砲」で泡玉のルブバを撃破する。この時はかなりまともなキャラクターになっており、二人のボケにツッコミを入れていた。
しかしその後、ランバダとの一騎討ちに敗れる。なお、この時もN&Nsに運び出された。『真説』では3世の演説シーンでわずかに登場し、東京マルハーゲ23区編ではボーボボ一行対BB・柊・邪ティ戦を観戦していた。誕生日は11月8日で、血液型はO型。映画はヒッチコック「米」。名言は、「米はペンより強し」。趣味は米に写経で、嫌いな物は混合米。全裸の時だけはパンを食べるらしい。なお敵キャラクターの中では人気が高く、2回目の人気投票では敵キャラで唯一10位にランクインしている。
4コマ拳
ボーボボ史上貴重な4コマ漫画に変えた技。ボーボボのツッコミが激しくなった。
チンコガード
バナナの皮を股間に持ってくる。アニメ版では規制の関係でカットされた。
イソギンチャクの構え
```
  足をうねうねさせることによってイソギン 
  チャクのようにみせ、相手を魚のよ 
  うにしておびき寄せ、蹴る
```

自動現金引き落とし機の構え
```
  お金を引き出させようとおびき寄せ
  そのままぶん殴る
```

魔女の構え
```
  白雪姫の魔女のようになるが、
  毒林檎を食べさせずぶん殴る。その時
  首領パッチは竹取の翁のお爺さんになって
  おり、ボーボボに突っ込まれる
```

臨界点突破
```
  自分のお米の中に突っ込み、(ピラニアが
  大量にある米)自分の力を増幅させる技。
  増幅すると目元に少しの線が出る
```

ブタの貯金箱
```
  ブタの貯金箱のような見た目になる。
```

ウーパールーパーの構え
```
  可愛さで相手に攻撃させなくする技だが
  ボーボボに「何年前の話だー！」と言われ
  ぶん殴られるため意味が無い
```

ロッカー
声 - 高橋裕吾
ハジケブロック基地隊長。リーゼントヘアの男性。ボーボボ達が着いた時には既にライスの餌食となっていた。
ザ・湯のみ（ザ・ゆのみ）
声 - 田中大文
ハジケブロック隊員。茶道勝負で首領パッチに敗れる。たまに逆ギレする。ネタをパクることも。
茶柱（ちゃばしら）
ザ・湯のみの中にいる。肝心な所で立たなかった。
ハジケ鳥（ハジケどり）
握った者のハジケ度数によって色々なモノに変化する鳥。
ハジケ度数が多いと、より大きく複雑な物になり、ハジケ度数が低いとキャプテン石田になる。
キャプテン石田（キャプテンいしだ）
声 - 三浦祥朗
ハジケブロックハジケペットコーナーの番人。天の助を火星侵略の尖兵としてこき使っていた。
ボーボボ達を排除しようとするも、鼻毛真拳の前に敗北。
『9極戦士ギャグ融合』では、Zブロック基地で2回、ポマードリンク、電車一で1回ずつボスとして登場し、その内の1回は4体同時登場した。また、この作品の各場所からいなくなる時、必ず自爆する。
チューの助（チューのすけ）
声 - 岸尾大輔
新選組の格好をし、愛刀「牙影」を振るう可愛いネズミ。
ボーボボに敗れる。トイレは絶対流さないという変な信念を持っている。
N&Ns（エヌアンドエヌズ）
声 - 龍田直樹（アニメ）・山口勝平（PS2版ゲーム）
ハジケブロックのハジケリスト。スペーストラベラー。気まぐれでボーボボ側に付き、その後W3狩りア戦において突然再登場した。
マルハーゲ帝国壊滅後はキラリーノとバカンスをしていた。
広（ひろし）
声 - 高塚正也
ハジケブロック隊員。サングラスが大きい。防弾チョッキ着用。アイチュクリームを食べたがっている。
破天荒にまぎれて飛んできた。2度目はビービビ戦にてボボボボボボボボボボボ・ボーボボを使用中に出した際、未確認飛行破天荒として登場（この時の未確認飛行破天荒は全部広になっている）。
糸マン（いとマン）
人型の糸。ヘッポコ丸に戦いを挑んだが、その直後風に飛ばされた。『真説』では「永久監禁労働場」に捕らえられていた。
作者曰く、「ザコ度数100」。
紙マン（かみマン）
声 - 太田真一郎
人型の紙。ヘッポコ丸に戦いを挑んだが、その直後風に飛ばされた。
『真説』では「永久監禁労働場」に捕らえられていた。
誕生日は11月8日。パルプ型。作者曰く、「ザコ度数100」。
ハジケ占い師
声 - 神谷浩史
他人を無理やり占う占い師。角が生えた男性のような見た目をしている。
占い書は漢字が多くて読めない。ヤギさんとはベストフレンド。
ヤギさん
占い師の占い書を食べた。
ライン引き
声 - 三浦祥朗
イルカショーを見に来たが、ボーボボ達が邪魔をしたので怒った。
しかし本当は泳ぎに来ており、最後はボーボボたちによってプールに落とされた。後に水泳の日本代表選手として世界を震撼させる。
跳び箱15段
声 - 平井啓二
体育倉庫の中で一番いらないもの。本人によると、来週あたり捨てられるらしい。
武者
強面の鎧武者。チューの助の逃げ込んだ土管の中から出て来た。徹夜明けで寝ていた所を起こされ怒る。

### その他
ここでは、所属不明の隊員を挙げる。
ハゲゾノ
20年前、毛の王国を襲った毛狩り隊隊員。ボーボボの代わりに脱出ポッドに乗せられる。
面接試験官
パギャ
声 - 高塚正也
マルハーゲ帝国新米試験官。扇風機にアーッてする大会57位。結果は460点+煮豆。唇を巻き込まれて45敗。
試験官長
声 - 藤本たかひろ
マルハーゲ帝国試験官長。扇風機にアーッてする大会第1位（優勝）。結果は149000点。声のかすれによる1敗のみ。
試験官
声 - 服巻浩司
マルハーゲ帝国試験副官長。扇風機にアーッてする大会第3位。結果は112560点+ヒヨコ。急な貧血で 3敗。
MAX清川（マックス きよかわ）
声 - 麻生智久
毛狩り隊の科学者。邪血館にてボーボボを洗脳し、部下にしようとした。最終的にボーボボに敗北し、裁判を行われた結果（さらにアニメではグリンとグランの殺害の罪を問われ）有罪になり、翌日の朝刊に「天才学者哀れな末路」という見出しで一面を飾った。
ゲーム『9極戦士ギャグ融合』では中ボスとして登場するが、自身から攻撃を仕掛けることがなくHPも30程度しかないが経験値がかなり多い(四天王の1人である軍艦の約2.5倍)。なお、この戦闘に負ける方法はかなり限られ、まずMAX清川にはダメージが入らないようにしなくてはならず、混乱を回復するカード「タライ」を使う。運次第だが道中で拾えるカード「ドラゴン」を使う。「にせビュティ」(首領パッチにダメージが入る首領パッチとヘッポコ丸による合体技)を使うくらいしかない。
グリ（アニメではグリン）
声 - 高塚正也
マルハーゲ帝国最強の刺客。携帯電話の姿をしている。弟のグランのボタンを押しまくり爆発する。
グラ（アニメではグラン）
声 - 竹本英史
マルハーゲ帝国最強の刺客。グリンの弟で、こちらは折り畳み式携帯電話の姿。着地に失敗し、その後爆発するはずだが兄のグリンが爆発。新機種らしい。

## 旧毛狩り隊
100年前存在したツル・ツルリーナ3世世代における毛狩り隊。ツルリーナ3世と共に侵略活動を行い、弱小国であったマルハーゲ帝国をたった4日で世界一の帝国にのし上げた。世界を征服しつくした後、コールドスリープ装置で永い眠りにつく。4世世代と異なり、四天王や最高指揮官はおらず、皇帝のすぐ下がAブロック隊長である。4世世代の毛狩り隊とは段違いの実力者揃いで、A～Gブロック隊長は「最高幹部」と呼ばれ、特にA・Bブロック隊長はツル・ツルリーナ3世と並んでマルハーゲ三大権力者と呼ばれる。ZブロックがAブロックより強いという設定もないが、Y・Zブロック隊長はA～Gブロック隊長に次ぐ実力である。

### 旧A～Gブロック隊長（最高幹部）
ハンペン
声 - 三浦祥朗
旧Aブロック隊長。真拳に頼らず、ハンペン柔術と己の拳で戦う武闘家然としたハンペン。一人称は「わし」で、古風な喋り方をする。
食物連鎖の頂点「食王」を自称し、顔面は鋼鉄のような硬さを誇っていて誰も食べられない。時折部下思いな一面を見せるが、部下からはあまり慕われていない事が多い。得意技は、手から四角い衝撃波を放つ「ハンペン承」。
自らが組んだ二人（チクワン・GUY坊）を残して他の隊長が全滅したことを知り、おでんデスマッチをボーボボ達に持ちかける。鉄壁の防御力と圧倒的な威力を持つハンペン承でボーボボ達を圧倒するも、最後は天ボボの「ピースフル・レジェンド」に敗れる。
闇皇帝編ではマルハーゲ帝国次期皇帝決定戦に参加し、ハロンオニ相手に苦戦するボーボボ一行に成り行きで加勢する。その後もボーボボ達と同行し、ボーボボ達のボケに積極的に参加するなど仲間になりたそうにしていたが結局仲間に入れてもらえなかった。ボーボボ・首領パッチ・天の助と合わせて「4バカ」と呼ばれた事も。
アニメ版ではセリフの多くにエコーがかかっている。
『真説』ではかつての部下である自分達を切り捨てた3世の真意を聞きに向かう途中、ネオ板橋区でボーボボ達と再開し共闘。その後は正式に仲間となり、チンチロ姫戦と紫龍炎かまら戦で活躍した。
誕生日は11月1日。血液型はタラ型。好きな文具はシャーペン。好きな曲はベートーヴェン（ベートーペン）。好きな小説は短編（短ペン）。好きな方言は名古屋弁（名古屋ペン）。
ランバダ
声 - 菅沼久義
旧Bブロック隊長。ポリゴン真拳の使い手。普段は無口だが、戦闘中は饒舌。プライドが高く、他の隊長と一緒に行動することを好まない。
ポリゴン真拳によって他の人物に変装する能力を持つが、あまり似ていない（しかし、似ていない事を誰も教えてくれないので本人も気がついていない）。
当初は前述の通り個人行動を取っており、ビュティに変装して田楽マンを始末した（偽者ということはバレていた）。その後、泡玉のルブバが放った血呼玉に応じて死生トリプルステージで行われていたW3狩リアに参戦。ライスを倒し、黒太陽の力を得たソフトンの攻撃をも凌ぎ切るが、鼻毛真拳超奥義「レトロ・ゲーム・プレイング」でポリゴン真拳を封じられ、最後はボボパッチの助の「マツ毛真拳ネクスト」（アニメ版では「マツ毛真拳フォーエバー」）で葬られた。その後はレム・宇治金TOKIOと行動を共にしている姿が見られる。
闇皇帝編では新皇帝決定戦に参加していたが、生贄候補としてレムと共に裏マルハーゲ帝国に捕まり、12人の生贄の1人目にされてしまった。
『真説』では風神のジェダ・泡玉のルブバと共にチンチロ姫によって倒され、その後の行方は不明。
風神のジェダ（ふうじんのジェダ）
声 - 平井啓二
旧Cブロック隊長。風鎌真拳（ふうがましんけん）の使い手。「悲しいねぇ」が口癖。
覇凱王・ラパラパを従えアイススケート場でボーボボ一行に3狩リアを仕掛ける。ロボットに乗って戦うというルールがあるステージでボーボボ達を圧倒するも、パッチボボの物質ハジケ融合で覇凱王と融合させられて風鎌真拳を封じられ、最後はパッチボボのハジ毛真拳奥義「ダブルKING鼻毛召喚」に敗北した。
闇皇帝編では新皇帝決定戦に参加していたが、12人の生贄の2人目にされてしまった。
『真説』ではランバダ・泡玉のルブバと共にチンチロ姫によって倒され、その後の行方は不明。
作者曰く、「子孫は、疾風のゲハ」。
レム
声 - 白石涼子
旧Dブロック隊長で最高幹部の紅一点。爆睡真拳（ばくすいしんけん）の使い手。
コールドスリープから目覚めた跡も寝起きが悪く、ボーボボ達と対峙してもなお眠っていた。実は布団と布団の間に産まれた純正布団の子供で、(人間の容姿をしているためか)人を眠らせるのが下手で親に嫌われていた（アニメではクラスメイトからいじめられていた）。その過去から「どの布団よりも人を深く眠らせる世界一の布団になる」と心に誓っており、他人を眠らせることに強い執着を抱いていた。
メダルゲームを模したステージ死生トリプルで泡玉のルブバ・浪漫貴公と共にボーボボ達を待ち構えていた。ボーボボ、ビュティ、天の助、サービスマンを自らの夢世界「レム・スリープワールド」に巻き込んで一度に始末しようとするも、最後は鼻毛真拳究極奥義「聖鼻毛悪夢領域（ボーボボ・ワールド・ナイトメア）」で邪悪な精神を浄化され改心する。その後はランバダ・宇治金TOKIOと行動を共にしている姿が見られる。
闇皇帝編では新皇帝決定戦に参加していたが、生贄候補としてランバダと共に裏マルハーゲ帝国に捕まるも脱走し、ボーボボ一行に助けを求めた。
『真説』ではツルリーナ3世の演説シーンでランバダと共に少しだけ登場した。
コンバット・ブルース
声 - 竹本英史
旧Eブロック隊長。トラップ真拳の使い手。
常に野戦服を身に付け、「なさけ有り」と書かれたヘルメットを目深に被っている（アニメ版では「なさけ有り」Tシャツも着用）。作者曰く「この漫画の中で一番のシブキャラ」とのことだが、実際のところはかなりふざけたキャラクター。休日は公園で戦闘訓練（指を銃の形にし効果音は口で叫ぶ、子供の遊びのようなもの）をしている。エロ好きで、本人曰くエロ本の数は世界一。
本人曰く「最強の隊長2人」である水着ガール・水着ギャルと組み、ウォータースライダー「戦場のレクイエム」でボーボボ一行を待ち受けていた。トラップによってビュティを戦場に引きずり出し、ビュティ・ボーボボ・首領パッチの3人を相手に3狩リアを行うも、自身のふざけた性格のためかまともなダメージを与えることができなかった。最終的には「世界最強の武器」が入ったコンテナでボーボボ達に対抗しようとするも、中から出てきた世界最強の武器は魚雷ガールであり、ボーボボと魚雷ガールの協力奥義「クロス女神」でトドメを刺される。
その後もツルリーナ3世と行動を共にする姿が見られ『真説』でもツルリーナ3世に仕えているが、常にエロ本を読んでおり、その性格は相変わらずのようである。なお、ハンペンの言によればこの時期既に3世は旧毛狩り隊を切り捨てているはずだが、彼だけは3世との最終決戦の冒頭にも登場し、首領パッチの持ち込み原稿を審査するくだりを見せた。
宇治金TOKIO（うじきん トキオ）
声 - 浜田賢二
旧Fブロック隊長。夏真拳（なつしんけん）の使い手。
その名の通り宇治金時の姿をしており、関西弁を話す。宇治金時を自称するが原材料はコーヒー豆。かつて売れ残りの日々を経験しており、天の助と似た境遇を持つ。
チスイスイ・スターセイバーと3狩リアを組み、暴走ガジェットエリアでボーボボ・破天荒・天の助を迎え撃った。途中から3狩リアルールを放棄し、ビュティ達待機メンバーに毒カキ氷を投げつけて攻撃した。この時のカキ氷は全てビュティ達に到達する前に宇治金TOKIO自身が食したがそれがボーボボの怒りに触れ、鼻毛真拳究極奥義「超常現象7トラベラー」の前に敗北した。その後回復し、死生トリプルステージで行われていたW3狩リアに参戦しようとするが出口を入り口と間違え、出口に設置された巨大扇風機の餌食となって戦う前に敗北。チスイスイに殺意をもたれている。
マルハーゲ帝国次期皇帝決定戦では速攻の魔海底トンネルでビュティ・首領パッチと再会、一時的に協力して先を目指すことになる。その後はハレクラニの金に目がくらみ、彼の部下になった。しかしその後、12人の生贄の4人目にされてしまった。
『真説』の東京マルハーゲ23区では他の旧毛狩り隊がチンチロ姫に倒される中、生き残っていた。
薔薇百合菊之丞（ばらゆり きくのじょう）
声 - 千葉進歩
旧Gブロック隊長。百花繚乱真拳（ひゃっかりょうらんしんけん）の使い手。
かなりのナルシスト。部下を「面汚し」と平気で始末できる冷酷さの持ち主。
ニヒルに案内され、毛の王国の生き残りを探しに聖地エターナルに現れる。その強さでボーボボと首領パッチ以外のメンバーを全員捕獲し人質に取るなど3世世代の力をボーボボ一行に見せ付けたが、スーパーボーボボの前に敗れる。
最高幹部の中で唯一再登場しなかった。

### 旧H～Zブロック隊長
旧L・M・S・T・Uブロック隊長はぞんざいなキャラクターデザインで、魚雷ガールにまとめて倒された。
チクワン
声 - 白石稔
旧Hブロック隊長。ハンペンと3狩リアを組む。竹輪。
ハンペンの事は「マスターハンペン」と呼ぶ。必殺技は、穴の中に相手を入れて締め付ける「スプリングマンクラッシュ（アニメ版ではチクワンクラッシュ）」。穴の部分にハンペンが入ることで「覇王の証ちくわアーマー」となるが、中のハンペンは身動きが取れなくなる。最後は天ボボによって一口サイズに切られる。爆発のようなオナラをする。
GUY坊（ガイぼう）
声 - 遠近孝一
旧Iブロック隊長。ハンペンと3狩リアを組む。
鈴付きの三度笠を被っている。一人称は「GUY（ガイ）」で、セリフの一部がローマ字になる。
水着ガール（みずぎガール）
声 - 斉木美帆
旧Jブロック隊長。コンバット・ブルースと3狩リアを組む。
ウェットスーツ風の水着を着たポニーテールの少女。ブルースを助ける以外何もしていなかった。後に水着ギャルともどもボーボボに許され、炎上するウォータスライダーから救出される（コンバット・ブルース曰く「男女差別」）。
チスイスイ
声 - 岡本寛志
旧Kブロック隊長。宇治金TOKIOと3狩リアを組む。
吸血鬼を思わせる姿をしている。通称「最速のチスイスイ」で、あだ名は「チスイっち」。他のあだ名は「画伯」らしいが、絵は上手くない。必殺技は「吸血殺法血飲み」。
ラパラパ
声 - 土田大
旧Nブロック隊長。ジェダと3狩リアを組む。
色黒で、全身に刺青をした筋骨隆々な男。軽いノリで覇凱王にツッコまれる。
三千年（さんぜんねん）
声 - 金子英彦
旧Oブロック隊長。メリーサターンゴーランドステージで、やぎゅう・モーデルと「本格的ブラザーズ」というチームを組んでいた。
頭にラーメンを乗せた中国人風の姿をした男で、ラーメンで防御する「ラーメン陣」を使う。その鉄壁の防御陣で破天荒のLOCKを防いだが、破天荒と魚雷ガールの協力奥義「超低空LOCK・ON」に敗れる。ちなみに、ラーメンはマズさの方で本格派らしい。
スターセイバー
声 - 竹本英史
旧Pブロック隊長。宇治金TOKIOと3狩リアを組む。
ブラウン管にスクリューが付いたような頭部を持ち、腕は頭から生えているロボットのような容姿。必殺技は「メガトンパンチ」。仲間共々SF風にドレスチェンジし、攻撃力を3倍に上げる「SFチェンジ」という技を持つ。
覇凱王（はがいおう）
声 - 沼田祐介
旧Qブロック隊長。ジェダと3狩リアを組む。
どこかアホな部分のあるキャラ。パッチボボによってジェダと融合させられる。
獄殺三兄弟の先祖で容姿は覇王に似ている。なお、強さは子孫の覇王の方が上。
イシカワ・ゴエモン（浪漫貴公〈ろまん きこう〉）
声 - 三宅健太
旧Rブロック隊長。死生トリプルステージでのW3狩リアの参加者。着物に野袴、羽織を着た総髪の男。
最初は正体を隠し「浪漫貴公」と名乗っていたが、首領パッチによって正体を見抜かれた。
幻獣を操る幻獣真拳（げんじゅうしんけん）の使い手だが、呼び出した幻獣を全く手懐けられず、それどころか全て首領パッチに手懐けられ逆に利用された。
1度は天の助をステージから落としたが、首領パッチには全く歯が立たず最後は頭突きを食らい敗れる。好きなゲームは『がんばれゴエモン』で、ランバダ戦の途中で再登場していた。
やぎゅう
声 - 藤本たかひろ
旧Vブロック隊長。メリーサターンゴーランドステージで、三千年・モーデルと「本格的ブラザーズ」というチームを組んでいた。
チョンマゲ頭の侍で刀が武器。魚雷ガールにチョンマゲを折られた挙句、倒される。チョンマゲが無いと、まっすぐ立てないらしい。
水着ギャル（みずぎギャル）
声 - 鎌田梢
旧Wブロック隊長。コンバット・ブルースと3狩リアを組む。
水着姿でショートカットの少女。ブルースを助ける以外何もしていなかった。部下として選ばれた理由はただ「カワイイから」である。
モーデル
声 - 山本圭一郎
旧Xブロック隊長。メリーサターンゴーランドステージで、三千年・やぎゅうと「本格的ブラザーズ」というチームを組んでいた。「そゆこと」が口癖。
黒目が大きく、頭部の形状は埴輪のようだが、スタイルがよくファッションはお洒落。よくファッションショーを開く。ナイロン製品ばかり着ているらしい。
後にマルハーゲ帝国次期皇帝決定戦で他の色物キャラクターと共にボーボボと一時的に手を組むが、直後裏切られボーボボを付け狙うマルハーゲ帝国実力者たちの足止めに使われる。
カンチョー君（カンチョーくん、アニメではカンピョー君）
声 - 岡本寛志
旧Yブロック隊長。アニメでは規制からか名前が「カンピョー君」となっている。小さな丸い身体に足とマフラー、常にカンチョーの姿勢を取った手が付いている。顔面には点ほどの目しか無く、無表情。
その名の通り「浣腸攻撃」を唯一の技とする。一度の浣腸攻撃に全エネルギーを集中させるため、一度浣腸攻撃をすると力を使い果たして死んでしまう。死亡時には毎回演出が入り、死ぬたびに壮絶なものになった。その為、ビュティから｢毎回壮絶だなこの下ネタは…｣と言われた。
泡玉のルブバが放った血呼玉の案内に応じてW3狩リアに参戦し、天の助に浣腸攻撃を放って死んだ。
闇皇帝編では復活しており、ボーボボ達と共闘する。メンバーの指揮をとる一方、何もしないまま付いてくるだけであったが、ハイドレート戦では隙を突いた浣腸攻撃で一太刀を与え、二度目の死を迎える。その後、田楽マンの「超のらのら田楽デカメンコ」の効果で復活しハイドレートに二度目の浣腸攻撃を食らわすという大活躍を見せた。
『真説』ではボーボボの計らいによってサービスマン達と共にヘッポコ丸の修行を手助けに登場。さらに3世との最終決戦でボーボボ達が3世の攻撃を防いでいる間に3世に浣腸攻撃を放ち、死んだ。
最終話では複数の個体が仲間の墓参りをしていたが、そのうち数匹は首領パッチに捕獲された。
泡玉のルブバ（あわだまのルブバ）
声 - 近藤孝行
旧Zブロック隊長。シャボン真拳の使い手。ゴーグルを3つ頭にかけているのが特徴で、武器は巨大なストロー。
レム・ゴエモンと3狩リアを組んでいたが、死生トリプルステージでW3狩リアを行うために血呼玉（けっこだま）で残り三人の参加者（ランバダ・宇治金TOKIO・カンチョー君）を呼び寄せた。ボーボボ・首領パッチ・ライスの放ったハジケリスト協力奥義「ハジケ砲」に敗れる。日光浴が大好きで、夏は毎年海に通っている。
『真説』ではランバダ・風神のジェダと共にチンチロ姫によって倒され、その後の行方は不明。

### 隊員
いずれも所属は不明。
ニヒル
声 - 金子英彦
旧毛狩り隊隊員。ボーボボ達を最初に襲った旧毛狩り隊の1人。
常に前髪で目が隠れている（ヘッポコ丸から根暗頭と称された）。両手から無数の衝撃波を飛ばす「音速ニヒル拳」を使う。
敗北後はボーボボ達のいる聖地エターナルに菊之丞を連れたが、彼に裏切られた。
ゴルゴン
声 - 白石稔
旧毛狩り隊隊員。ボーボボ達を最初に襲った旧毛狩り隊の1人。
肥満体のおっさん。口から火を吐く事ができる。なお、本人曰く水中戦の方が得意らしいが、作中それを発揮する機会は無かった。
らっこ
声 - 岸尾大輔
隊員ではなくただのラッコ。本人曰くはノリで、旧毛狩り隊員と共にボーボボ達を襲撃する。
ラッコだがカナヅチ。のちに水族館に売り飛ばされる。
十兵衛（じゅうべえ）
声 - 竹本英史
旧毛狩り隊隊員。ボーボボ達を最初に襲った旧毛狩り隊の1人。
隻眼の剣士。刀を使って戦うが、ソフトンに一撃で倒される。
シャイナ
声 - 今野宏美
旧毛狩り隊隊員。ボーボボ達を最初に襲った旧毛狩り隊の1人。
能力を使うと蜘蛛のような髪型になる女性。蜘蛛の糸を出す能力を持つ。
ソフトンがヘッポコ丸のオナラに捕まってやって来た時には驚いていた。

## 裏毛狩り隊
マルハーゲ帝国の反抗組織である裏マルハーゲ帝国に所属する毛狩り隊。10年の間地下に潜伏していたため、実際に毛狩りを行っていたかどうかは不明。

## ケガリーメン
ツル・ツルリーナ3世が作中の1年後（『真説ボボボーボ・ボーボボ』）に築いていたネオマルハーゲ帝国に所属する新たな毛狩り部隊。制服はスーツに変更されており、毛狩りの代わりにTPR（ツルッパゲラーメン）を行う。